# Xenoceratops
Xenoceratops là một chi khủng long có sừng trong họ ceratosidae đã tuyệt chủng được biết đến từ cuối Cretaceous (giữa Campania) phát hiện ở phía nam tỉnh Alberta, Canada. Chi này có một loài được biết đến, Xenoceratops foremostensis. Các mảnh xương đầu và sừng hóa thạch được phát hiện trong hệ tầng Foremost có tuổi 78 tiệu năm.
Hóa thạch được phát hiện được xác định là của loài khủng long có sừng Xenoceratops, dài hơn 6 mét, có mỏ giống mỏ vẹt, hai sừng dài, gai mọc trên lưng và nặng hơn hai tấn.
Loài khủng long này ăn cỏ. Loài này được đặt danh pháp khoa học là Xenoceratops foremostensis, theo tiếng Latinh có nghĩa là "quái thú có sừng xứ Foremost", tức một thị trấn nhỏ ở Canada, nơi một số xương hóa thạch được tìm thấy vào năm 1958.